# Okoli
Okoli je jedno od 12 naselja u sastavu općine Velike Ludine u Sisačko-moslavačkoj županiji. Smješteno je u južnom dijelu općine, u prisavskoj ravnica omeđenom rijekom Česmom na zapadu i Lonjom na jugu.
Prema popisu iz 2001. naselje je imalo 323 stanovnika.
Naselje je poznato po podzemnom skladištu plina.

## Stanovništvo
| broj stanovnika | 545   | 530   | 508   | 569   | 648   | 830   | 820   | 813   | 933   | 930   | 834   | 637   | 496   | 361   | 323   | 278   | 232   |
|                 | 1857. | 1869. | 1880. | 1890. | 1900. | 1910. | 1921. | 1931. | 1948. | 1953. | 1961. | 1971. | 1981. | 1991. | 2001. | 2011. | 2021. |

## Naftno polje Okoli
Naftno polje Okoli je u proizvodnji od 1968. godine. Od 1968. do kraja 2005. na Okolima je ukupno proizvedeno 150.800 tona nafte i 72.655.455 kubičnih metara plina.

## Podzemno skladište plina Okoli
Puštanjem u proizvodnju velikih podravskih plinskih polja Molve i Kalinovac te potpisivanjem prvog dugoročnog ugovora o uvozu plina iz tadašnjeg SSSR-a, nametala se potreba gradnje podzemnog skladišta plina (PSP). Kao najpovoljniju lokaciju za skladište stručnjaci su izabrali djelomično iscrpljeno plinsko polje Okoli. PSP Okoli pušteno je u rad 1987. godine. Dvadeset i dvije utisno-proizvodne bušotine smještene su na 6 bušotinskih platformi. Nadzemni dio PSP-a uključuje mjerne stanice, kompresorske stanice (4 moto-kompresora snage 2,8 MW), redukcijsko-regulacijske stanice, dehidracije plina i regeneracije TEG-a, bušotinske platforme i pomoćne objekte. Skladište je maksimalno raspoloživoga kapaciteta od 553 milijuna prostornih metara.